# Mistrzostwa Polski w Łyżwiarstwie Szybkim w Wieloboju Sprinterskim 1995
14. Mistrzostwa Polski w wieloboju sprinterskim odbyły się w dniach 14-15 stycznia 1995 roku na torze Stegny w Warszawie.

## Kobiety
| Pozycja | Zawodniczka       | Klub                       | 500 m | Pkt. | 1000 m | Pkt. | 500 m | Pkt. | 1000 m | Pkt. | Suma pkt. |
| ------- | ----------------- | -------------------------- | ----- | ---- | ------ | ---- | ----- | ---- | ------ | ---- | --------- |
| 01 !    | Aneta Rękas       | Orzeł Elbrewery Elbląg     |       |      |        |      |       |      |        |      | 191,190   |
| 02 !    | Agnieszka Magiera | Pilica Tomaszów Mazowiecki |       |      |        |      |       |      |        |      | 191,895   |
| 03 !    | Aneta Ronek       | Pilica Tomaszów Mazowiecki |       |      |        |      |       |      |        |      | 191,935   |

## Mężczyźni
| Pozycja | Zawodnik       | Klub                    | 500 m | Pkt. | 1000 m | Pkt. | 500 m | Pkt. | 1000 m | Pkt. | Suma pkt. |
| ------- | -------------- | ----------------------- | ----- | ---- | ------ | ---- | ----- | ---- | ------ | ---- | --------- |
| 01 !    | Paweł Zygmunt  | SNPTT Zakopane          |       |      |        |      |       |      |        |      | 165,550   |
| 02 !    | Paweł Jaroszek | Pionki                  |       |      |        |      |       |      |        |      | 165,600   |
| 03 !    | Tomasz Świst   | Wojas Podhale Nowy Targ |       |      |        |      |       |      |        |      | 166,310   |